# Hynobius katoi
Hynobius katoi är en groddjursart som beskrevs av Matsui, Kokuryo, Misawa och Nishikawa 2004. Hynobius katoi ingår i släktet Hynobius och familjen Hynobiidae. IUCN kategoriserar arten globalt som otillräckligt studerad. Inga underarter finns listade i Catalogue of Life.